# 银河电视
银河互联网电视有限公司（银河电视)是由中央广播电视总台、江苏省广播电视总台和爱奇艺共同发起设立的互联网电视运营公司。银河互联网电视有限公司的注册地址为北京市丰台区南四环西路188号。

## 银河奇异果
银河奇异果是爱奇艺的电视版，由银河互联网电视有限公司运营。

## 互联网盒子
- 小米盒子（与小米公司合作）[4]
- 1905电影盒系列（与1905电影网合作）[5]
- 华为盒子（与华为公司合作）[6]